# Minorque

Drapeau de Minorque.

Minorque (en catalan : Menorca /məˈnɔɾkə/ ; en espagnol : Menorca ; du latin Balearis Minor) est l'une des quatre îles Baléares habitées, en mer Méditerranée, qui fut appelée Nura (îlot du feu)  par les Phéniciens en l'honneur de leur dieu Baal.
Plus petite que sa voisine Majorque, au nord-est, d'où son nom, rocailleuse, battue par les vents, culminant à El Toro, à 358 m d'altitude et haut lieu de randonnée dans les îles de Méditerranée, c'est la plus préservée des quatre îles Baléares '.
Située entre 39° 47' N et 40° 00' N, 3° 52' E et 4° 24' E, voisine de l'Île de l'Air, Minorque a été reconnue en tant que réserve de biosphère par l'UNESCO le 8 octobre 1993 et possède de nombreux monuments  mégalithiques : navetes, taulas et talaiots.

## Histoire
| Appartenances historiques Rome 121-903 Almoravides 903-1203 Almohades 1203-1231 Royaume d'Aragon État musulman de Minorque 1231-1287 Royaume d'Aragon Royaume de Majorque 1287-1344 Royaume d'Aragon 1344-1712 Royaume de Grande-Bretagne (Gouvernorat de Minorque) 1712-1756 Royaume de France (Gouvernorat de Minorque) 1756-1763 Royaume de Grande-Bretagne (Gouvernorat de Minorque) 1763-1782 Royaume d'Espagne (Îles Baléares) 1783-1785 Empire espagnol (Îles Baléares) 1785-1798 Royaume de Grande-Bretagne (Gouvernorat de Minorque) 1798-1800 Royaume-Uni (Gouvernorat de Minorque) 1801-1802 Empire espagnol (Îles Baléares) 1802-1873 République espagnole (Îles Baléares) 1873-1874 Espagne (Îles Baléares) 1875-1931 République espagnole (Îles Baléares) 1931-1939 État espagnol (Îles Baléares) 1939-1945 Espagne (Îles Baléares) 1945-1977 Espagne (Îles Baléares) 1977-présent |

### Jusqu'à l'époque romaine
Une intense présence préhistorique est attestée, et dont les traces sont encore visibles. La naveta d'Es Tudons serait l'un des plus anciens monuments mégalithiques d'Europe.
Le général carthaginois Magon Barca aurait fondé la ville de Mahon (Portus Magonis), laquelle conserverait son nom ; cette hypothèse est contestée par Joan Coromines ("Onomasticon Cataloniae" page 183).
La fin des guerres puniques voit une augmentation de la piraterie en Méditerranée occidentale. La présence romaine en Hispanie marque une croissance du commerce maritime entre les péninsules Ibérique et italique. Les pirates tirent profit de l'emplacement stratégique des îles Baléares pour piller les commerçants romains, en utilisant Minorque et Majorque comme bases. En réaction, les Romains envoient l'armée afin de mettre un terme à ces activités. En 121 av. J.-C., les deux îles sont entièrement romaines et sont par la suite incorporées à l'Hispanie citérieure. En 13 av. J.-C., Auguste réorganise la structure provinciale de l'Empire et les îles Baléares sont rattachées à la Tarraconaise.
La communauté juive de l'île est convertie par l'évêque Severus en 418. Après la conquête maure de l'Hispanie, Minorque a été annexée par le califat de Cordoue en 903, qui la baptise de son nom arabisé, Manûrqa.

### Le Moyen Âge
En 1231, après la reconquête de Majorque par les chrétiens, Minorque reste un État musulman indépendant, quoique tributaire au roi Jacques Ierd'Aragon. L'île est d'abord gouvernée par Abû 'Uthmân Sa'îd ibn Hakam al Qurashi (en) (1234-1282), puis après sa mort par son fils, Abû 'Umar ibn Sa'îd (en) (1282-1287), d'Abû'Umar.
Une invasion aragonaise, menée par Alphonse III intervient le 17 janvier 1287, date désormais célébrée comme jour national à Minorque. La plupart des habitants musulmans de l'île sont asservis et vendus sur les marchés aux esclaves d'Ibiza, de Valence et de Barcelone. Jusqu'en 1344, l'île appartient au royaume de Majorque, membre de la Couronne d'Aragon, puis est annexée par le royaume d'Aragon, lui-même intégré plus tard au royaume unifié d'Espagne.
Au cours du XVIe siècle, les attaques navales turques sont fréquentes, détruisent Mahón ainsi que Ciutadella et provoquent la quasi-disparition de la population de l'île, massacrée ou déportée en esclavage. Le sauvage assaut turc de Ciutadella, le 9 juillet 1558, marque fortement la mémoire de l'île.

### Époque moderne jusqu'à nos jours

#### Guerre de succession d'Espagne
Prise par la Royal Navy en 1708 pendant la guerre de Succession d'Espagne, Minorque devient une possession britannique. Ciutadella perd son statut de capitale de l'île, au profit de Mahón, qui abrite la base navale. Pendant la guerre de Sept Ans, l'échec britannique à briser le siège de Minorque entrepris par les Français le 20 mai 1756, entraîne une cour martiale et l'exécution de l'amiral britannique John Byng à la suite de la bataille navale de Minorque qui marqua officiellement le début de la guerre de Sept Ans. La garnison britannique devra capituler mais l'île redeviendra britannique par le traité de Paris de 1763 en échange de Belle-Île-en-Mer envahie deux ans plus tôt. Pendant la guerre d'indépendance des États-Unis, les Britanniques sont défaits une deuxième fois par des forces franco-espagnoles, qui s'emparent de l'île le 6 janvier 1782. Le cimetière de San Luis garde les souvenirs de la présence française. La principale fête militaire espagnole, la pascua militar, célèbre cette victoire chaque année. Minorque est récupérée par les Britanniques en 1798 pendant les guerres de la Révolution française puis est finalement définitivement cédée à l'Espagne par le traité d'Amiens en 1802. La présence britannique a laissé des traces dans l'architecture ainsi que dans la langue locale.

#### Émigrations
L'expédition française vers l'Algérie s'appuie sur Minorque, à mi-chemin entre le port militaire de Toulon et celui d'Alger. La rade de Mahón est choisie comme port de dépôt entre la France et l'Algérie, avec un hôpital militaire et une base de ravitaillement des troupes. Dès 1830 et jusqu'aux années 1845, une grande partie de la population de Minorque émigre vers l'Algérie nouvellement conquise par la France, participant activement au peuplement européen autour d'Alger, avec une spécialisation dans la culture des primeurs.
Cet exode s’explique par la dépression économique que connaît l’île depuis 1810 à cause de mauvaises récoltes. Minorque est petite et la terre est caillouteuse, ingrate, aride et peu cultivable à cause de la tramontane et du manque de pluie. Le bétail connaît un fort taux de mortalité par manque de pâturage. L’activité portuaire est réduite et l'île n'abrite pas d'industrie (les chaussures et les bijoux ne se développeront qu'au début du XXe siècle).
Sous la Seconde République, l’immigration minorquine vers l'Algérie est vivement encouragée. Les visas sont délivrés à condition d’avoir un certificat de bonne moralité et d’être en bonne santé. Les femmes jeunes sont particulièrement recherchées par l’administration française[réf. nécessaire] pour s’installer dans les « possessions d’Afrique du Nord » et compenser le déficit en femmes dans la nouvelle colonie. Du travail est proposé aux nouveaux arrivés et une meilleure perspective de mariage[réf. nécessaire]s’offre aux femmes qui franchissent le pas.
L’assiduité au travail de ces Mahonnais (terme extensif qui désigne les émigrés insulaires) est mise en exergue dans un article de l’Akbar de 1854 :

« Quant au Mahonnais, à moins que vous ne passiez par là un dimanche, ne le cherchez pas dans l’habitation, ni aux alentours, ni encore moins dans un cabaret, il est au champ avec tous ses fils, travaillant sous le soleil ardent avec cette assiduité et cette persévérance sans lesquelles il n’y a pas de vrai cultivateur. »

#### Guerre civile espagnole
Pendant la guerre civile espagnole, Minorque reste fidèle au gouvernement républicain, alors que Majorque et Ibiza soutiennent les nationalistes. Elle ne subit pas de combat, à l'exception de bombardements aériens par les Italiens du Corpo Truppe Voluntarie. Le 2 et le 3 août 1936, les Républicains massacrent sans jugement une centaine de militaires. Beaucoup de miliciens Minorquins républicains sont tués en participant à l'invasion ratée de Majorque, entre le 16 août et le 4 septembre 1936.
Le 18 et le 19 novembre 1936, les Républicains exécutent sommairement une cinquantaine de militaires et de religieux. Ces massacres cessent avec le départ du colonel républicain José Brandaris de la Cuesta. L'île végète, alors que le reste de l'archipel des Baléares est sous contrôle franquiste et que Majorque leur sert de base pour l'aviation de chasse et de bombardement. Après la victoire nationaliste en 1939, tout à la fin de la guerre civile, la marine britannique aide à l'évacuation de Républicains, sous statut de réfugiés politiques.

#### Essor touristique raisonné
Comme dans le reste des Baléares, le tourisme connaît un grand essor, dans les années soixante, sous l'effet de la politique franquiste en matière d'ouverture touristique.
Minorque veille à équilibrer ce développement avec le respect du milieu naturel. En octobre 1993, Minorque est reconnue par l'UNESCO comme réserve de biosphère, obtenant ainsi une forte protection environnementale. Entre la zone de protection des oiseaux, le parc naturel de l'Albufera del Grao (s'Albufera des Grau en catalan), les aires naturelles d'intérêt écologique et la réserve marine, près de 50 % du territoire et du littoral de l'île sont protégés.
Aujourd'hui encore, aucune route nationale ne permet d'approcher des côtes, seulement des chemins à la circulation soigneusement régulée, face aux risques de surtourisme. Le village de Binibeca Vell veut interdire l’accès aux touristes en raison de l'afflux de 800 000 visiteurs par an, selon la presse ; les 200 résidents ont voté le 10 août 2024 sur ces restrictions, alors que la visite des rues est désormais restreinte, autorisée seulement entre 11 heures et 20 heures ,.

## Langue
La variété locale du catalan, le menorquí, est peu différente du catalan standard, avec quelques différences dans la prononciation. Comme avec la plupart des dialectes des Baléares, une particularité remarquable est la forme de l'article défini, appelé article salat : le menorquí emploie es au masculin et sa au féminin au lieu des formes el et la du catalan standard ; l'article salat a été historiquement employé dans la province actuelle de Gérone, d'où sont issues de nombreuses personnes ayant repeuplé les îles. La langue locale comporte également quelques mots anglais datant de la présence britannique : grevi, xumaquer, boinder ou xoc dérivés de gravy, shoemaker, bow window et chalk.

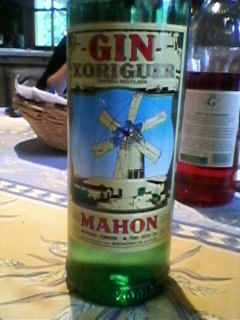
Gin de Minorque.

## Gastronomie
Un produit typique de l'archipel est la soubressade (sobrasada), élaborée à partir de viande de porc hachée, certaines assaisonnées de poudre de piment rouge piquant. Le flao, un flan au lait de brebis, est un des desserts typiques de l'archipel.
La présence prolongée des Britanniques se traduit par un goût des Minorquins pour le gin (produit dans l'île : Gin De Mahón, ou Gin de Minorque), que les insulaires mélangent à de la limonade (Kas (citron) par exemple) pour obtenir de la pomada à l'occasion des fêtes patronales.
Le fromage de Maó connaît une belle popularité à l'extérieur de l'île.
La Caldereta de langosta, sorte de soupe à base de langouste est un plat typique de Minorque.
Selon une explication probable de son origine, la mayonnaise devrait son nom à Mahon, Louis-François-Armand de Vignerot du Plessis de Richelieu l'aurait fait connaître en France à la suite de la prise du port en 1756. Ainsi la sauce mahonnaise serait devenue sauce mayonnaise.

## Géographie
L'île voisine de Majorque est située à environ 40 kilomètres au sud-ouest tandis que l'île italienne de la Sardaigne est située à environ 350 kilomètres à l'est.
Sa ville principale est Mahon (Maó ou Mahón).
Point culminant : El Toro, 358 mètres.
Le paysage est typiquement méditerranéen, très rocailleux, avec de nombreuses calanques, accessibles parfois uniquement par bateau ou de longues heures de marche.
Avec environ 200 kilomètres de côtes, parsemées de plus de 70 plages, la plupart de sable fin et éloignées des voies carrossables, c'est surtout pour son bord de mer très préservé que Minorque a été classée réserve de biosphère par l'UNESCO.
Son espace géographique présente de nombreux îlôts, tels que l'îlot de Colom (Isla de Colom ou Illa d'en Colom), l'îlot du Roi (Isla del Rey), l'Île du Lazaret ou encore, l'îlot de l'Air.

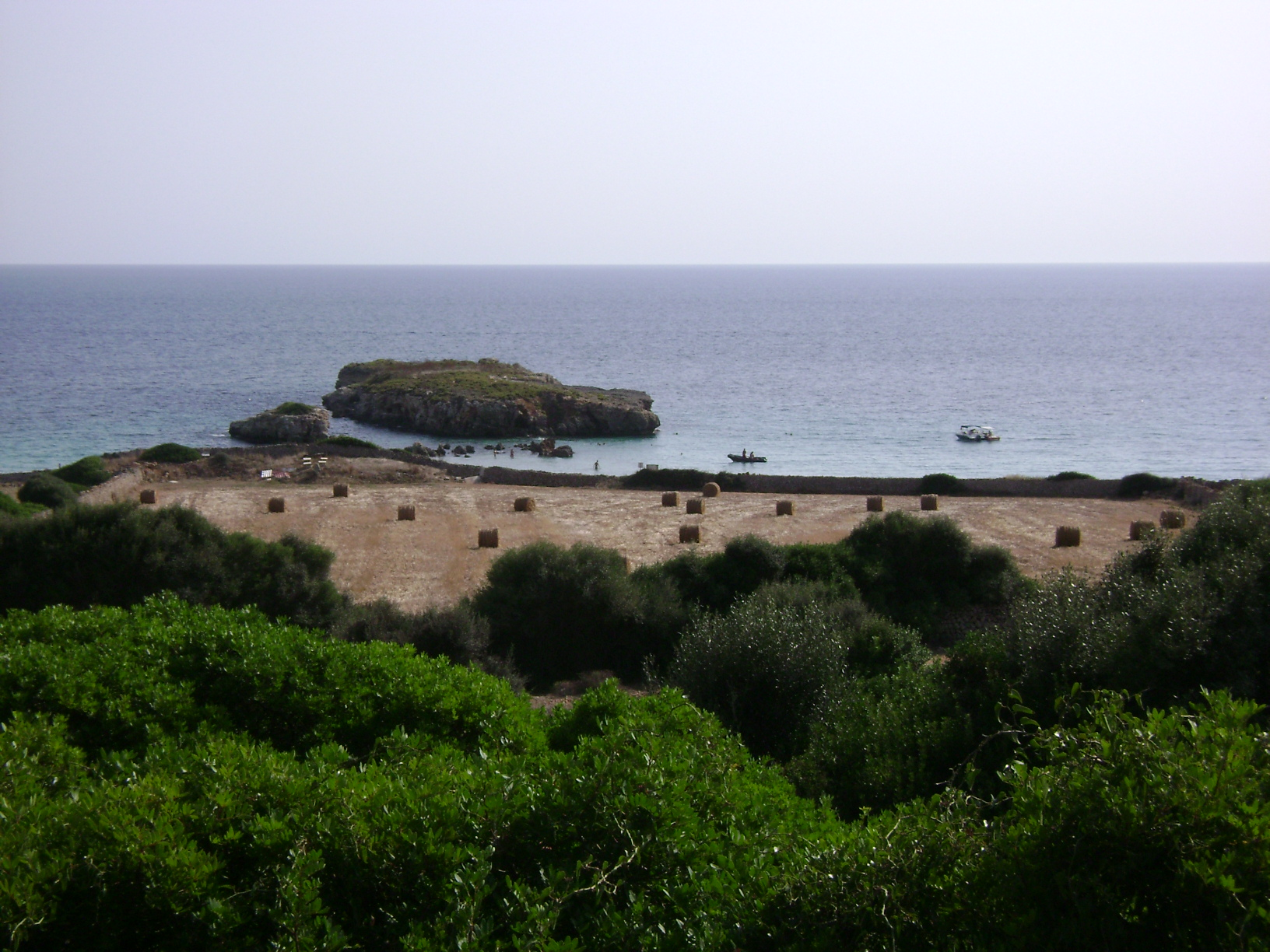
Côte sud de l’île.
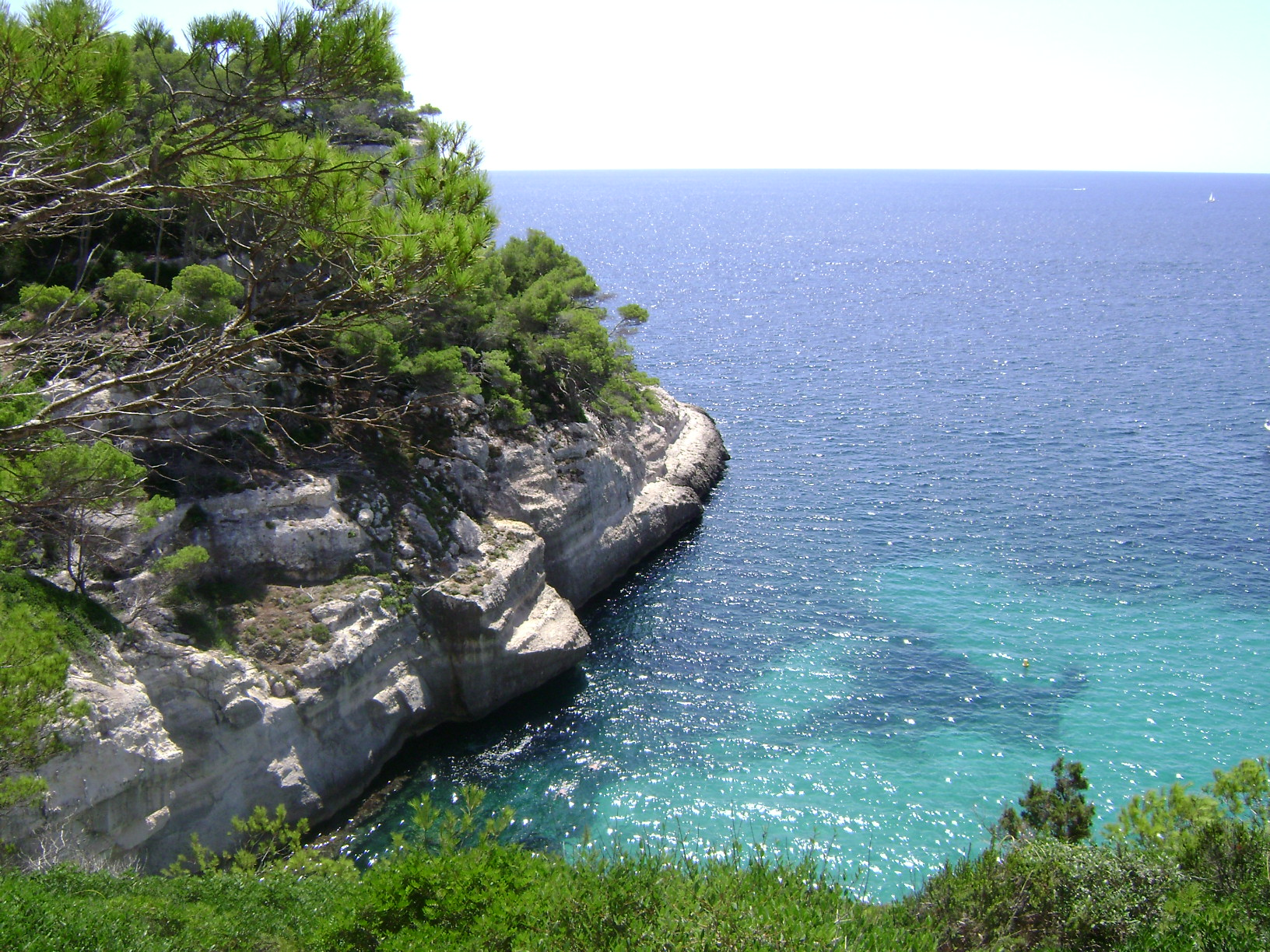
Côte sud de l’île.
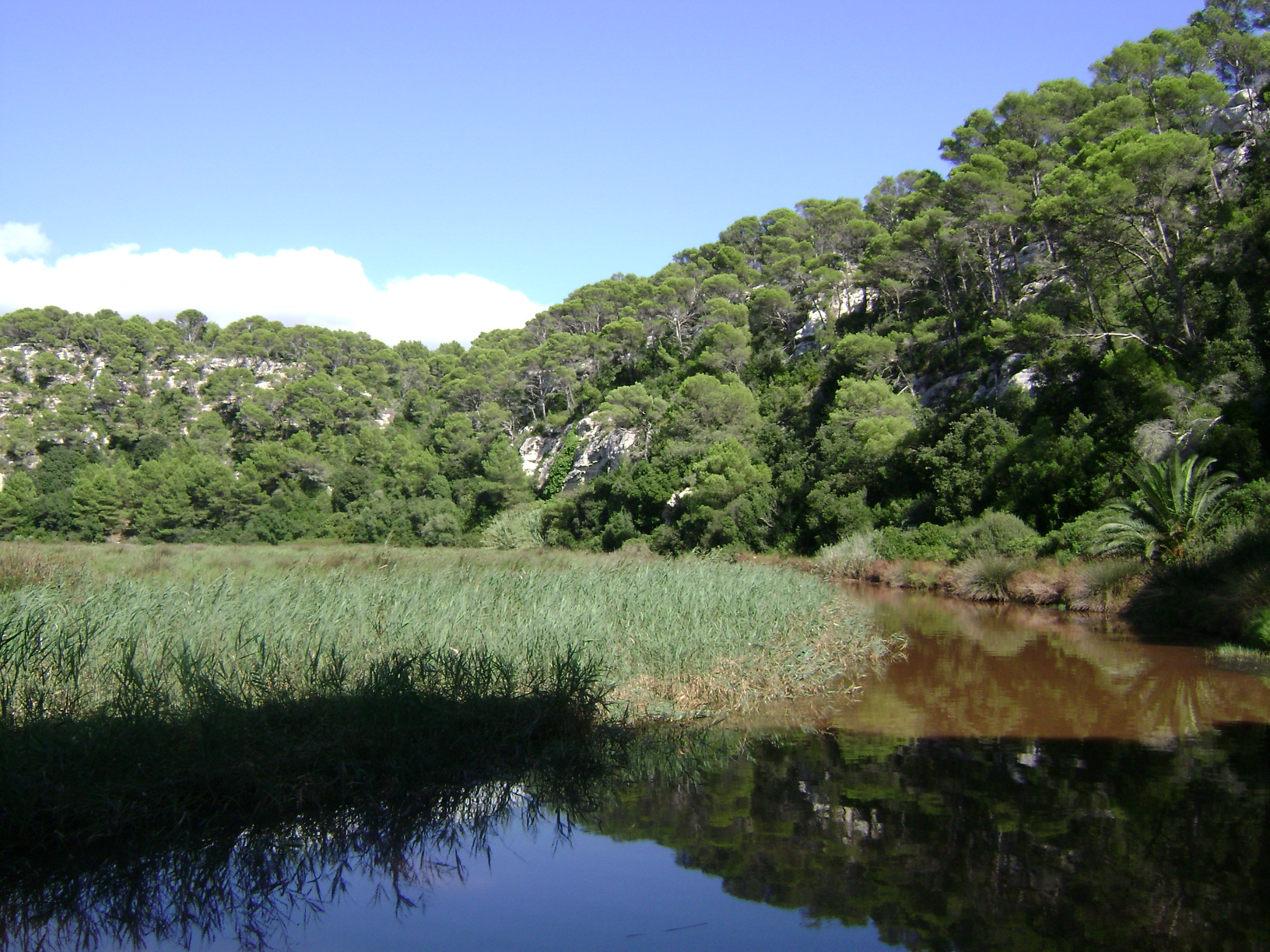
Espace naturel.

### Géologie
La géologie de Minorque est diverse: elle comporte deux régions géologiques très différentes. 

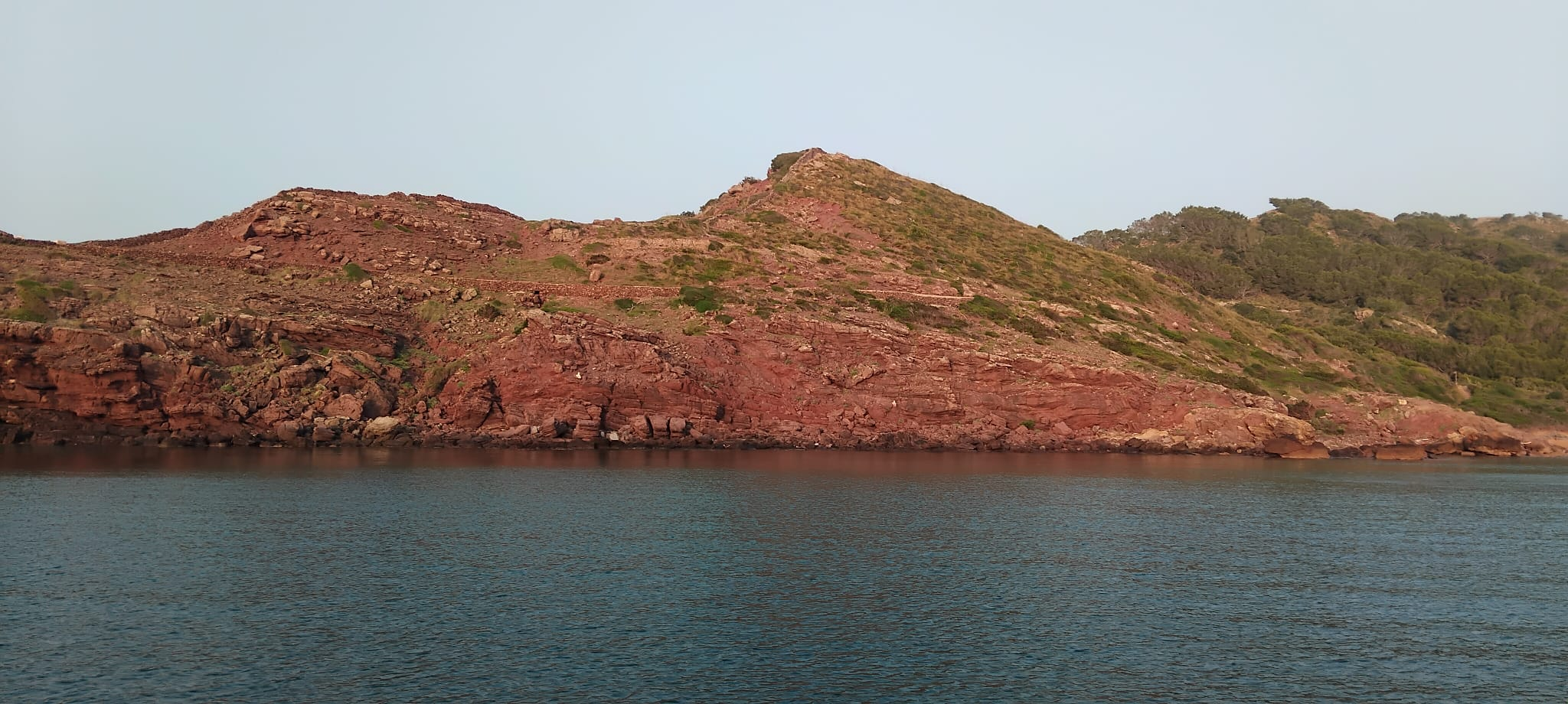
Côte nord de l'île

Le nord de l'île est la prolongation de la Sierra de la Tramuntana (nord-est de Majorque), elle-même constituant une extension de la Cordillère Bétique, formée par compression à la fin du Crétacé. La région de la Tramontane est composée des roches les plus anciennes de l'île, des roches fracturées et pliées qui forment un entrelacs de terres hétérogènes de conglomérats, grès, argiles et calcaires du Paléozoïque et de calcaires et marnes du Mésozoïque. Il en résulte des couleurs et reliefs qui permettent d'identifier trois paysages bien distincts: la Minorque grise, la Minorque rouge et la Minorque sombre.

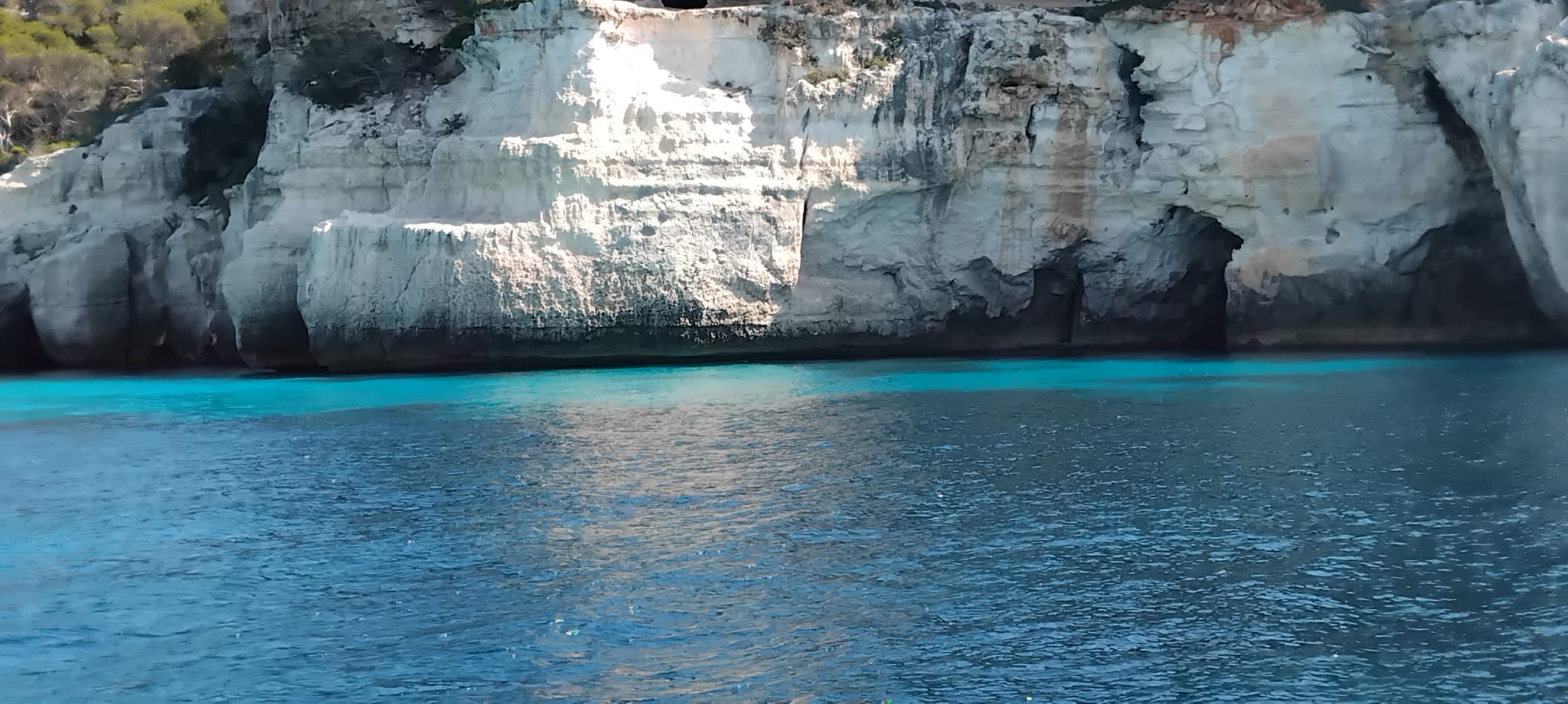
Côte sud de l'île

La région de Migjorn, dans la moitié sud, issue du Miocène, forme le quatrième paysage, le plus typique, la Minorque blanche. Ces roches hébergent la principale réserve d'eau douce de l'île.

### Climat
| Mois                                  | jan.      | fév.      | mars      | avril     | mai       | juin      | jui.      | août      | sep.      | oct.      | nov.      | déc.      | année     |
| ------------------------------------- | --------- | --------- | --------- | --------- | --------- | --------- | --------- | --------- | --------- | --------- | --------- | --------- | --------- |
| Température minimale moyenne (°C)     | 7,5       | 7,4       | 8,6       | 10,6      | 13,9      | 17,8      | 20,8      | 21,5      | 18,9      | 16,1      | 11,6      | 9         | 13,6      |
| Température moyenne (°C)              | 10,8      | 10,8      | 12,3      | 14,3      | 17,8      | 21,8      | 24,9      | 25,4      | 22,6      | 19,4      | 14,9      | 12,1      | 17,2      |
| Température maximale moyenne (°C)     | 14,1      | 14,2      | 15,9      | 18        | 21,6      | 25,8      | 28,9      | 29,2      | 26,2      | 22,7      | 18,1      | 15,2      | 20,8      |
| Record de froid (°C) date du record   | −2,4 1985 | −1,1 2010 | −1 1971   | 1,6 1976  | 5,4 2019  | 10,2 1984 | 13,6 1978 | 13,6 2005 | 9,4 1984  | 5,2 1965  | 2 1978    | −1 1973   | −2,4 1985 |
| Record de chaleur (°C) date du record | 21,5 2021 | 21,6 1978 | 27,2 2001 | 27,7 2012 | 30,7 2006 | 34,4 1965 | 39,6 1983 | 37,8 2017 | 34,5 2016 | 31,3 2016 | 25,4 2013 | 21,6 2018 | 39,6 1983 |
| Nombre de jours avec gel              | 0,3       | 0,2       | 0         | 0         | 0         | 0         | 0         | 0         | 0         | 0         | 0         | 0         | 0,5       |
| Ensoleillement (h)                    | 144       | 146       | 202       | 222       | 270       | 311       | 347       | 312       | 225       | 183       | 142       | 130       | 2 632     |
| Précipitations (mm)                   | 52        | 54        | 38        | 45        | 37        | 14        | 3         | 20        | 61        | 78        | 88        | 61        | 546       |
| Nombre de jours avec précipitations   | 7,1       | 6,9       | 5,8       | 6         | 4,4       | 2         | 0,6       | 2         | 5,4       | 7,4       | 8,1       | 8,8       | 63,6      |
| Humidité relative (%)                 | 77        | 76        | 73        | 72        | 70        | 64        | 63        | 65        | 70        | 75        | 75        | 77        | 72        |
| Nombre de jours avec neige            | 0,2       | 0,4       | 0,1       | 0         | 0         | 0         | 0         | 0         | 0         | 0         | 0         | 0,1       | 0,9       |
| Nombre de jours d'orage               | 1,5       | 1,8       | 1,3       | 2         | 1,6       | 1,3       | 0,7       | 2,2       | 4,7       | 4,3       | 3,8       | 2,2       | 27,3      |
| Nombre de jours avec brouillard       | 2,1       | 2,2       | 3,6       | 2,4       | 2,5       | 1,2       | 0,7       | 0,4       | 0,2       | 1,1       | 0,9       | 1,1       | 19,2      |

| Diagramme climatique                                  |           |           |          |            |            |           |            |            |            |            |         |
| J                                                     | F         | M         | A        | M          | J          | J         | A          | S          | O          | N          | D       |
| 14,17,552                                             | 14,27,454 | 15,98,638 | 1810,645 | 21,613,937 | 25,817,814 | 28,920,83 | 29,221,520 | 26,218,961 | 22,716,178 | 18,111,688 | 15,2961 |
| Moyennes : • Temp. maxi et mini °C • Précipitation mm |           |           |          |            |            |           |            |            |            |            |         |

## Lieux touristiques

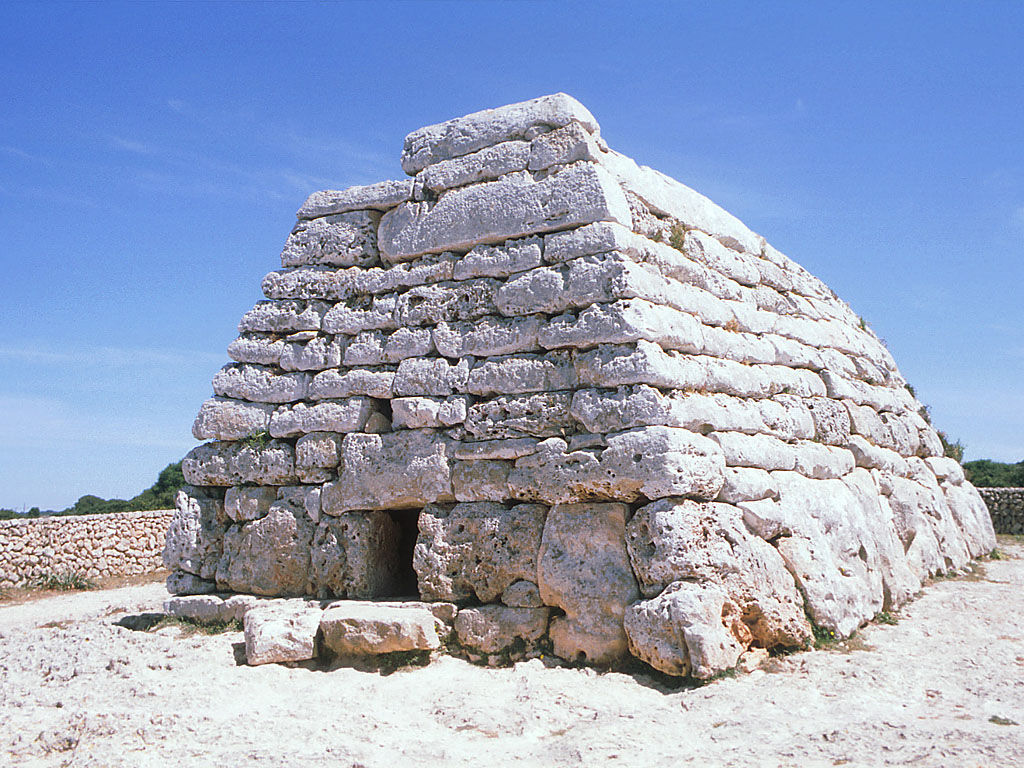
La Naveta d'Es Tudons.

- Le Castell de Sant Nicolau veille sur le port de Ciutadella de Menorca depuis le XVIIe siècle. En gravissant l'escalier en colimaçon de ce monument, on accède à une tour de guet depuis laquelle le regard embrasse toute la cité.
- Torre Llafuda est l'un des villages préhistoriques minorquins les plus complets : habitations circulaires, muraille, grottes, monolithes.
- Le château de Santa Agueda, perché à 264 mètres d'altitude, offre une vue incomparable sur la côte nord. Les ruines visibles aujourd'hui datent du Xe siècle mais on décèle aussi sur le site des traces préhistoriques, romaines et amazigh (berbères).
- Les navettas funéraires de Rafal Rubi ou d'Es Tudons, des tombes collectives remontant au deuxième millénaire avant notre ère, très bien conservées et qui n'existent qu'à Minorque.
- Le musée d'histoire de Mahon raconte Minorque de la Préhistoire à nos jours. Tour à tour couvent franciscain, école de marine ou lycée, le bâtiment abrite des pièces de différents styles : romain, byzantin, amazigh (berbère).
- La Forteresse d'Isabelle II sur la Mola, située à l'embouchure du port de Mahon, est un exemple de l'architecture militaire de la fin du XIXe siècle. Construite entre les années 1850 et 1875, elle était un point stratégique dans la défense du port.
- Minorque est aussi répertoriée dans les sites de la randonnée dans les îles de Méditerranée. Le "Camí de Cavalls" (GR 223), dont on ignore l'origine exacte[16], relie la zone humide la plus importante de l’île, le parc Naturel de S’Albufera des Grau, au paysage aride du Cap de Favàritx. Le parcours a été tracé pour bénéficier d'une flore débordante, de criques vierges, et du paysage traditionnel minorquin[17]. Ce "chemin des chevaux" fait le tour de l'île et permettait de connecter entre elles les tours de défense et de protéger la population[16].

## Faune et flore
Minorque compte deux cents espèces d'oiseaux et 1 300 variétés de fleurs et d'arbustes, dont soixante-dix sont endémiques.
Le statut de réserve de biosphère de Minorque contribue à la préservation des prairies de posidonie présentes tout autour de l'île. La surface marine de cette réserve est la plus grande de la Méditerranée, avec 445.005 hectares. Elle héberge à la fois des valeurs caractéristiques de zones côtières et des écosystèmes caractéristiques de zones profondes comme les récifs coralliens, et abrite de nombreuses espèces pélagiques, telles des tortues marines, cachalots, rorquals communs, différentes espèces de dauphins, des requins et des raies.
La pêche artisanale est surveillée pour rester compatible avec la protection du cormoran huppé, espèce classée comme vulnérable en Europe, et qui est en même temps un bio-indicateur du stock de pêche.
Minorque abrite aussi le fameux lézard noir, podarcis lilfordi, endémique des Baléares, dont certaines sous-espèces ne subsistent que sur certains îlots, tels le podarcis lilfordi lilfordi, qui habite l'Île de l'Air, le podarcis lilfordi brauni sur l'îlot de Colom et le podarcis lilfordi balearica, sur la Isla del Rey. D'autres sous-espèces sont endémiques de l'île de Minorque.

## Économie
Minorque, île de 700 kilomètres carrés, privée de destin touristique au début du franquisme, a poursuivi sa vocation agricole fondée surtout sur l'élevage. On compte officiellement 468 petites fermes aux murs épais et blanchis à la chaux, dont les domaines agricoles dépassent rarement une centaine d'hectares. Le nombre de paysans ne cesse de croître. Quelques-uns viennent même des îles alentour pour travailler l'exceptionnel terroir minorquin : une exposition plein sud, un sol riche en oligo-éléments drainés par la mer, mais surtout un micro-climat qui assure, sur les côtes sud et ouest, des précipitations abondantes en hiver. La tramontane apporte l'humidité bénéfique à la croissance des raisins. L'huile d'olivier est appréciée par nombre de grands chefs pour la finesse de ses arômes.

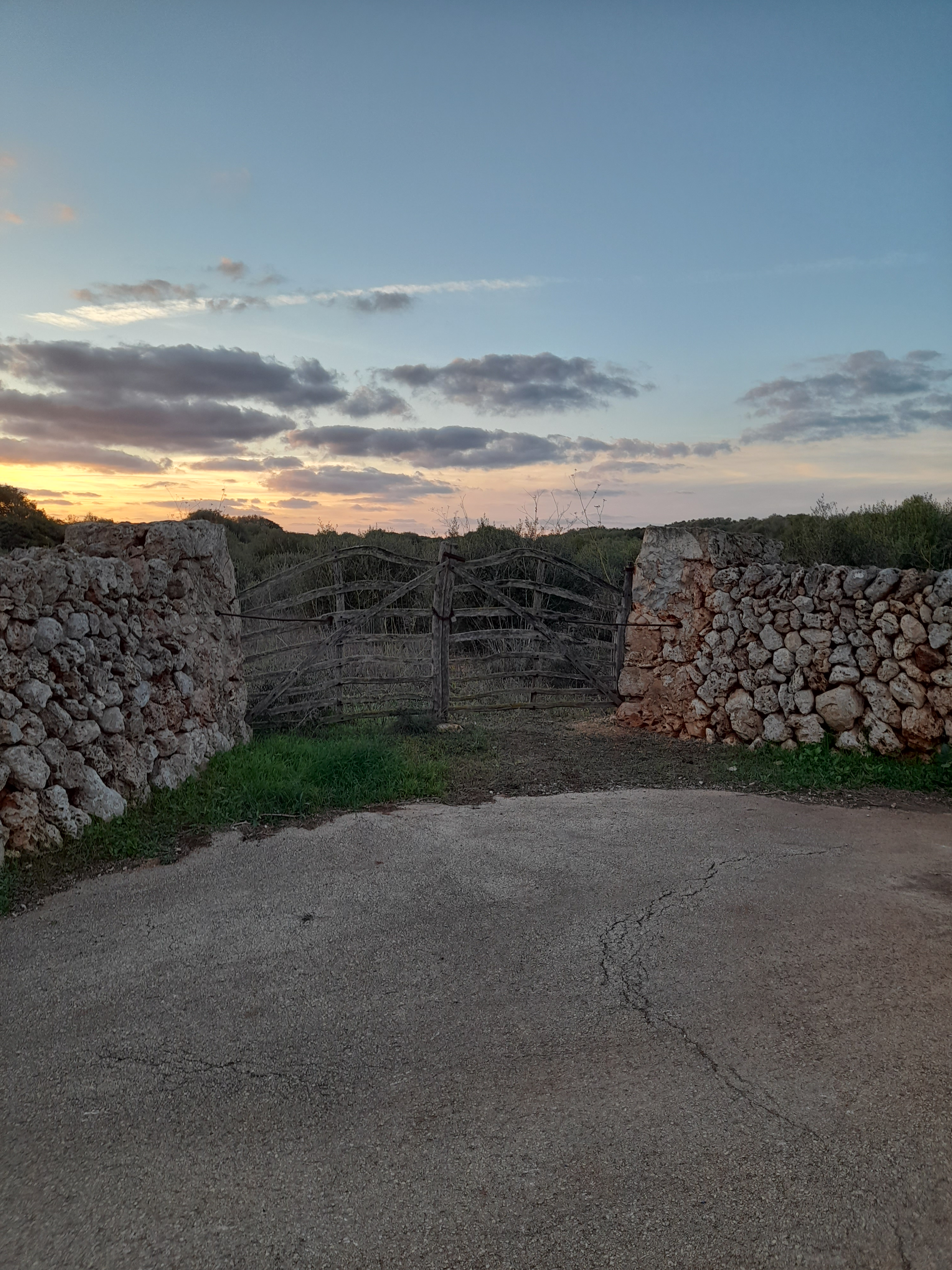
Barrière minorquine en bois d'olivier sauvage.

L'artisanat minorquin a ses spécificités liées à la tradition agricole de l'île. Les champs sont délimités par de petits murets de pierre sèche. Les barrières minorquines typiques constituées de huit barres horizontales, nombreuses sur l'île, servent depuis des siècles à permettre le passage d'une parcelle à l'autre, et à empêcher le bétail de s'échapper. Elles sont fabriquées en bois d'olivier sauvage par des artisans nommés araders, qui fabriquaient tous les outils agricoles. Ceux-ci sont de moins en moins nombreux, alors que la demande pour ces barrières a augmenté, créant des listes d'attente.
Aujourd'hui, les produits de Minorque, hautement qualitatifs, commencent tout juste à s'exporter. C'est le cas des fromages, de la mode, des bijoux fantaisie de luxe, des accessoires de mode en cuir, des chaussures de luxe et des célèbres avarques.

## Liste des municipalités de Minorque
Alaior | Es Castell | Ciutadella | Ferreries | Maó | Es Mercadal | Es Migjorn Gran | Sant Lluís

## Distances entre les principales villes de Minorque
|                                  | Alaior | Es Mercadal | Ferreries | Ciutadella | Sant Lluís |
| -------------------------------- | ------ | ----------- | --------- | ---------- | ---------- |
| Port Mahon (distances)           | 12 km  | 22 km       | 29 km     | 46 km      | 5 km       |
| Port Mahon (durée approximative) | 15 min | 25 min      | 31 min    | 51 min     | 10 min     |

- Es Mercadal - Fornells : 9 km, 13 min.
- Ferreries - Cala Galdana (es) : 8,5 km, 12 min[22].

## Phares
Les côtes de Minorque sont signalées par 7 phares.
Le phare de Sa Farola, ou phare de Ciutadella, se trouve à la pointe nord de l'embouchure du port. Il a une tour de 13 mètres de haut, à rayures verticales noir et blanc.
Le phare de Punta Nati est situé sur les falaises de l'extrême nord-ouest de l'île, 6 km au nord de Ciutadella. Il se compose d'une tour hexagonale flanquée de deux bâtiments rectangulaires et a une portée de 16 milles nautiques. Sa situation privilégiée pour admirer les couchers de soleil ayant causé une surfréquentation du site, le Conseil Insulaire de Minorque a mis en place, en 2022, une action pilote de navette aux horaires de coucher de soleil du 1er juillet au 31 août.
Le phare de Caballeria, sur le cap du même nom, point le plus septentrional de l'île, appartient à la commune de Mercadal. Sa tour blanche fait 15 mètres de haut, et sa portée atteint 22 milles nautiques.
Le phare de Favaritx, au nord-est de l'île, se caractérise par une bande noire en spirale sur fond blanc. C'est le phare le plus récent de l'île, sa construction datant de 1922. Sa portée est de 16 milles nautiques. Il est situé dans le Parc Naturel de S'Albufera des Grau.
Le phare de San Carlos, au sud de l'embouchure du port de Mahon, est à 22m au-dessus du niveau de la mer. Il est d'accès restreint, car il est situé dans une zone militaire qui englobe les ruines du château de San Felipe.
Le phare de l'Île de l'Air, à un peu plus d'un mille nautique au large de l'extrême sud-est de Minorque, n'est accessible que par bateau.
Enfin, le phare d'Artrutx, sur le cap du même nom, est situé à l'extrême sud-ouest de l'île. Il encadre, avec celui de Capdepera, le détroit entre Minorque et Mallorque.

## Personnalités ayant des ancêtres minorquins
Françaises
- Albert Camus, prix Nobel de littérature (1957)
- René Sintès, peintre

Américaines
- David Farragut (1801-1870), premier amiral de la flotte américaine

## Minorque dans la littérature
Minorque dans les années 1930 est le cadre de trois nouvelles de l’écrivain Eugène Dabit, publiées dans le recueil L’île.

## Honneur
L'astéroïde (216295) Menorca est nommé en son honneur.